# Kazuhiro Nakamura (Skispringer)
Kazuhiro Nakamura (jap. 仲村 和博, Nakamura Kazuhiro; * 1. September 1980) ist ein ehemaliger japanischer Skispringer.

## Werdegang
Sein erstes internationales Springen absolvierte Nakamura im Weltcup auf seiner Heimatschanze in Sapporo am 18. Januar 1997. Mit Platz 34 verpasste er nur knapp die Punkteränge. Bereits einen Tag später konnte er jedoch im Springen auf der Großschanze mit Platz 27 seine ersten Weltcup-Punkte gewinnen. Bei der Junioren-Weltmeisterschaft 1998 in St. Moritz gewann er auf der Normalschanze im Einzel und im Teamwettbewerb jeweils die Silbermedaille.
In den folgenden Jahren sprang er regelmäßig in die Punkteränge. Sein bestes Ergebnis erzielte er am 9. März 2001 auf der Großschanze in Trondheim, wo er den 8. Platz erreichen konnte. Nach drei weiteren, eher mittelmäßigen Weltcup-Springen, sprang er ab 12. Januar 2002 im Continental Cup, jedoch nur noch in seiner Heimat Sapporo. Nachdem er 2003 auch die Karriere im Continental Cup beendet hatte, sprang er 2006 noch einmal von seiner Heimatschanze im Rahmen des FIS-Cup, bevor er seine aktive Springerkarriere nach einem 46. Platz beendete.